# Centre International de Formation Européenne
Das Centre international de formation européenne (CIFE; internationales Zentrum für europäische Bildung) wurde 1954 gegründet und organisiert seit den 1960er Jahren Masterstudiengänge im Bereich European und International Studies. Neben dem Hauptsitz in Nizza, befinden sich weitere Niederlassungen in Berlin und Istanbul. Das CIFE umfasst verschiedene Institute und europäische Studienprogramme, Kolloquien und Seminare. Eine Zeitschrift, Bücher und Broschüren werden im eigenen Verlag publiziert, darunter L´Europe en formation. Nationale Sektionen des CIFE bestehen in den meisten EU-Mitgliedstaaten. Neben Aufbaustudiengängen, Seminaren und einem Online-Master, organisiert das CIFE auch Konferenzen und Sommeruniversitäten. Das CIFE finanziert sich aus Fördermitteln der Europäischen Union und Stiftungen sowie aus Spenden. CIFE ist eine von sechs Institutionen, die im Rahmen des Jean-Monnet-Programms der Europäischen Kommission gefördert.
Derzeitiger Generaldirektor ist Matthias Waechter. Er hat 2013 die Nachfolge von Hartmut Marhold angetreten, der das CIFE von 2002 bis 2013 geleitet hat und von 2013 bis 2018 als Direktor für Forschung und Entwicklung weiterhin für das Institut tätig war.

## Executive Master in EU Studies
Der Executive Master in EU Studies (früher Master in EU Studies Online) vermittelt Lehrinhalte über die Europäische Union und richtet sich hauptsächlich an berufstätige Studierende. Hierbei haben die Teilnehmer die Möglichkeit, einen einjährigen Studiengang (Certificate in EU Studies Online) mit 30 ECTS oder einen zweijährigen Studiengang (Master in EU Studies Online) mit 60 ECTS zu absolvieren. Der Master in EU Studies Online vermittelt Wissen für zentrale Aufgaben in Administration und Wissenschaft und bietet den Teilnehmenden die Möglichkeit zur Spezialisierung auf europäische Politik, Europarecht oder Wirtschaft im europäischen Kontext. Die Kurse werden auf einer speziell dafür konzipierten Plattform vermittelt und durch Präsenzphasen in verschiedenen Metropolen Europas ergänzt, in denen auch Prüfungen und Vorlesungen abgehalten werden.

## Master für europäische und internationale Studien
1964 gründete das CIFE das Institut Européen des Hautes Études Internationales (IEHEI), heute bekannt unter der Bezeichnung Institut européen / European Institute. Zusammen bieten sie den Master für europäische und internationale Studien (MAEIS) in einem dreisprachigen Zweig und einem englischsprachigen Zweig an. Ergänzt wird dieses Angebot durch einen weiteren Masterstudiengang namens EUROMED, der die inhaltliche Auseinandersetzung mit politischen Sachverhalten der EU und des Nahen Ostens zum Ziel hat. Die Ausbildung dauert ein Jahr und der Mastertitel wird nach einer schriftlichen und mündlichen Abschlussprüfung sowie der Abfassung einer Masterarbeit vergeben. Die Studierenden erwerben dabei 60 ECTS-Punkte.

### Trilingualer Zweig
Der dreisprachige Zweig des Master in Advanced European and International Studies wurde in den 1960er Jahren gegründet. Sprachen sind Deutsch, Englisch und Französisch. Das Programm findet in Nizza (sieben Monate) und in Berlin (zwei Monate) statt. Die Lehre ist in die Module internationale Beziehungen, europäische Einigung, Wirtschaft und Globalisierung sowie Föderalismus und Governance unterteilt. Der dritte Teil des Programms beginnt mit einer Studienreise zu europäischen und internationalen Institutionen.
In Nizza überwiegt bei der inhaltlichen Vermittlung der Lerninhalte die Perspektive Frankreichs hinsichtlich der EU unter Berücksichtigung der anderen Mittelmeeranrainerstaaten der EU und den Staaten des Maghreb. In Berlin werden neben Herausforderungen Mittel- und Osteuropas, auch der Prozess der EU-Erweiterung behandelt. Durch diesen Ansatz soll der trilinguale Zweig den Einblick der Studenten in die deutsch-französische Beziehungen vertieft werden.

#### Englischsprachiger Zweig
Der englischsprachige Zweig begann im Oktober 2005. Das Programm beinhaltet Studienaufenthalte in Berlin, Istanbul und Nizza, die von einer Studienexkursion zu europäischen und internationalen Organisationen ergänzt werden. In Istanbul ist der Europäisierungsprozess der Türkei ein zentrales Thema, sowie die Beziehungen der EU zu den Kaukasusstaaten, Zentralasien und dem Mittleren Osten.

#### EUROMED
Die Arbeitssprachen sind Englisch und Französisch, zu den Studienorten zählen Nizza, Tunis und Istanbul.
Das einjährige Masterprogramm ist in drei Trimester unterteilt und beginnt jährlich in Nizza mit dem inhaltlichen Schwerpunkten Conflict Management und Peace Making, Sustainable Development und Climate Action, Regional Integration and Transformation sowie Mediterranean Politics and Societies. Das zweite Trimester wird in Tunis abgehalten, gefolgt von Istanbul, wo das Masterprogramm mit dem Verfassen der Masterarbeit endet.

## The European Union and Central Asia in the International System (EUCAIS) - Online Master

### Beschreibung
Das Institut für Europäische Politik (IEP) bietet in Zusammenarbeit mit dem Centre international de formation européenne (CIFE) ein Online Master Study-Programm in Studies on The European Union and Central Asia in the International System an. Die VolkswagenStiftung unterstützt das Online Master-Programm finanziell.
Der Masterlehrgang ist für Hochschulabsolventen und Professionals aus Usbekistan, Turkmenistan, Tadschikistan, Kirgisistan, Kasachstan, Afghanistan und dem chinesischen Xinjiang konzipiert.

## Overseas University Programmes
Im Rahmen der Overseas University Programmes (OUP) bietet CIFE folgende Kooperationsprogramme mit Partneruniversitäten aus den USA und China an:

### European Semester
Das European Semester ist ein 14-wöchiges Austauschprogramm, das in Kooperation mit der Texas A&M University, Texas, USA durchgeführt wird. Das Programm wird größtenteils in Berlin durchgeführt und besteht aus fünf Modulen, die die Bereiche Geschichte der Europäischen Integration, Europäisches Recht sowie verschiedene Politikfelder (z. B. Politische Ökonomie der Europäischen Union, Europäische Energie- und Klimapolitik, Europäische Erweiterungspolitik u. a.) abdecken. Das European Semester beinhaltet neben Seminaren in Berlin außerdem je einwöchige Studienaufenthalte in Brüssel (Belgien), Posen (Polen) und Budapest (Ungarn).

### Summer European Academy
Die Summer European Academy ist eine vierwöchige Sommeruniversität für Studierende der Texas A&M University, Texas, USA, die von CIFE in Zusammenarbeit mit der Universität Passau durchgeführt wird. Das Programm besteht aus einem zweiwöchigen Studienaufenthalt in Passau, gefolgt von Studienreisen nach Warschau (Polen), Brüssel (Belgien) und Paris (Frankreich). Während des vierwöchigen Aufenthaltes in Europa bekommen Studierende Einblicke in europäisches Regieren sowie in die Politik, Geschichte und Kultur der Gastgeberländer.

### Danube Summer Institute
Das Danube Summer Institute gehört, wie das European Semester und die Summer European Academy, zu den Kooperationen mit der Texas A&M University, Texas, USA. Diese vierwöchige Studienreise mit Fokus auf europäischer Geschichte und Politik besteht aus Studienaufenthalten in Berlin (Deutschland), Posen (Polen), Wien (Österreich), Budapest (Ungarn) und Prag (Tschechische Republik).

### EU-China Summer School
Die EU-China Summer School ist eine Sommeruniversität, insbesondere für Studierende der Yunnan University, aber auch für Studierende anderer chinesischer Universitäten. Das Programm dauert zwei Wochen und wird in Athen (Griechenland) und auf der Insel Spetses (Griechenland) abgehalten. Es ist das Ergebnis einer Zusammenarbeit zwischen dem CIFE und dem European Center of Economic and Financial Law.

### EU-China Winter School
Die zweiwöchige Studienreise mit dem Titel „EU-China Winter School: Understanding Europe and European integration: fundamentals, principles and issues governing Europe in a global environment“ richtet sich an Studierende der Yunnan University und anderer chinesischer Universitäten. Das Programm wird von CIFE in Zusammenarbeit mit der Universität Trier, der Europäischen Akademie Otzenhausen (EAO) und dem Zentrum für Europäische Studien an der Universität Trier (ZES:) durchgeführt. Neben klassischen Seminaren in der EAO, besteht das Programm außerdem aus Studienausflügen nach Luxemburg-Stadt (Luxemburg), Brüssel (Belgien), Metz (Frankreich) und Saarbrücken (Deutschland).

## Sommeruniversitäten
Das CIFE organisiert Sommeruniversitäten in europäischen Ländern:
- Bulgarien (Varna): La région de la Mer Noire dans l'Europe élargie : vers un label territorial

Unterrichtssprache: Englisch und Französisch
- Kroatien (Zadar): L´action de l´Union européenne pour l´environnement et les changements climatiques: enjeux et perspectives

Unterrichtssprache: Französisch
- Österreich (Schloss Hofen, Lochau): Nordamerikanisch – Europäische Sommerakademie - Die Beziehungen zwischen der EU und Nordamerika

Unterrichtssprache: Englisch
- Rumänien (Slobozia und Silistra): L'Europe des droits: l'après adhésion de la Roumanie et de la Bulgarie

Unterrichtssprache: Französisch
- Slowakei (Bratislava): L'Union européenne face au défi énergétique

Unterrichtssprache: Englisch und Französisch
- Türkei (Istanbul): Die Beziehungen zwischen der EU und der Türkei - Der Vertrag von Lissabon

Unterrichtssprache: Englisch

## Europäische Senioren Online Akademie
Die Europäische Senioren Online Akademie (ESOA) veranstaltet Weiterbildungen für Senioren. Die ESOA kombiniert das Lernen im Internet mit Vor-Ort-Seminaren in Europa. Gleichzeitig soll der Wissensaustausch mit Berufstätigen und Studierenden gefördert werden.
Im Programmteil "Geschichte(n) in Europa erzählen" sollen durch strukturiertes, didaktisch angeleitetes Erzählen, Interviews, autobiographische Zeugnisse und Tagebücher Leben und Geschichte in Europa thematisiert und in einem Erzählarchiv bewahrt werden.

## Abendkurse, Seminare und Symposien
Das CIFE bietet in europäischen Ländern Abendkurse an, um Kenntnisse zum Themenbereich Europäische Union zu erweitern.
Diese Kurse werden in der Regel wöchentlich oder zweimonatlich von einem Professor oder EU-Bediensteten über ein bestimmtes Thema mit Bezug zur EU, gehalten.

## Veröffentlichungen

### L'Europe en formation
Die Hauptthemen der vierteljährlich erscheinenden Zeitschrift sind die europäische Einigung, internationale Beziehungen, europäische Gesellschaftsmodelle und Fragen des Föderalismus. Jede Ausgabe enthält wissenschaftliche Analysen zu einem Schwerpunktthema, wissenschaftliche Beiträge, Kommentare zum aktuellen Geschehen sowie einen Bericht über die politischen Entwicklungen in Europa und der Welt.

### Le Courrier de l'Europe
In Kooperation mit dem Office de Publications Européennes hat CIFE in den 2000er Jahren die europapolitische Zeitschrift ‘Le Courrier de l’Europe’ gegründet. Diese Publikation – in Englisch und Französisch – verfolgt das Ziel eine Plattform für den Informationsaustausch über europapolitische Themen zu bieten. ‘Le Courrier de l’Europe’ wird an europapolitische Entscheidungsträger ausgegeben.

### Bücher
Das CIFE gibt jedes Jahr eine Darstellung einer grundlegenden Problematik der europäischen Einigung heraus.

### Broschüren
Das CIFE veröffentlicht Broschüren zu verschiedenen Themen. Sie dienen als Informationsmaterial im Rahmen der Seminare und Kolloquien der universitären Ausbildung. Sie richten sich an ein breites Publikum.

#### EU-27 Watch
Auf der Website des EU-27 Watch sind Materialien über Diskurse zur Europapolitik erhältlich. Eines der Hauptthemen ist die EU-Erweiterung.